# Yahad-In Unum
 (août 2021).
Si vous disposez d'ouvrages ou d'articles de référence ou si vous connaissez des sites web de qualité traitant du thème abordé ici, merci de compléter l'article en donnant les références utiles à sa vérifiabilité et en les liant à la section « Notes et références ».
Yahad - In Unum (« Ensemble en un » en hébreu et en latin) est une association française créée pour localiser les sites de fosses communes des victimes juives et roms assassinées par les nazis en Europe de l'Est durant la Seconde Guerre mondiale, principalement les crimes des Einsatzgruppen commis en Ukraine, Biélorussie, Russie, Lituanie, Lettonie, Estonie, Pologne, Roumanie, Slovaquie et Moldavie. Elle est fondée à Paris en 2004 par des dirigeants des communautés catholique et juive.
L'association est dirigée par le père Patrick Desbois, un prêtre catholique français. Durant la Seconde Guerre mondiale, son grand-père a été fait prisonnier de guerre et déporté au camp de Rawa Ruska ; en s'intéressant à son histoire, il découvre la réalité de la Shoah par balles en Europe de l'Est.
Les recherches de Yahad - In Unum s’articulent en deux phases. Une première phase d’analyse des archives de la Seconde Guerre mondiale, notamment soviétiques et allemandes, suivie d’une seconde phase d’enquêtes de terrain comprenant des interviews de témoins oculaires et l’identification des sites d'exécutions massives en Europe de l’est.
À ce jour, l’association a permis de localiser plus de 3 370 sites d’exécutions et de recueillir 8 180 témoignages. Elle estime qu'au moins deux millions de victimes reposent dans ces fosses. Le travail d’investigation de Yahad - In Unum est accessible via une carte interactive recensant ses découvertes, une plateforme vidéo gratuite présentant les interviews des témoins ainsi qu’un guide pédagogique à destination des enseignants pour transmettre l’histoire de la Shoah à l'est.

## Autres recherches et investigations

### Guerre civile au Guatemala (1960-1996)
La guerre civile guatémaltèque a opposé le gouvernement et l'armée à des mouvements communistes, entraînant la persécution des communautés mayas accusées de soutenir la guérilla. Entre 1981 et 1983, des centaines de villages ont été détruits et des milliers de civils massacrés. Le conflit a fait plus de 250 000 victimes.
Depuis 2012, Yahad - In Unum enquête sur ce génocide pour mieux comprendre les mécanismes des massacres de masse. L’organisation a mené six missions de recherche et recueilli 170 témoignages de survivants mayas et de familles de disparus.

### Génocide des Yézidis et initiativeBack To Life
Depuis 2014, Yahad – In Unum étend ses missions de documentation des crimes de masse aux persécutions subies par la communauté yézidie dans le nord de l’Irak. Cette action s’inscrit dans le cadre de l’initiative Back To Life, lancée en réponse aux exactions commises par l’organisation État islamique (Daech), notamment dans la région du Sinjar.
Le 3 août 2014, Daech attaque les villages yézidis, forçant plus de 90 % de la population à fuir. Les hommes sont exécutés ou contraints à se convertir sous la menace. Les femmes et les jeunes filles sont réduites à l’esclavage sexuel, tandis que les jeunes garçons sont enrôlés de force dans des camps d’endoctrinement. Yahad – In Unum a recueilli plus de 400 témoignages de survivants, filmés selon une méthodologie rigoureuse inspirée de celle développée pour la Shoah par balles. Ces témoignages ont permis de documenter les crimes, d’identifier plus de 1 000 membres de Daech, et de transmettre des informations aux autorités judiciaires européennes, notamment en Belgique, aux Pays-Bas et en Allemagne.
En parallèle de cette documentation, Yahad – In Unum déploie sur le terrain une aide concrète à destination des populations déplacées, principalement dans les camps de Kadia et de Sharya, dans la région de Dohuk. L’association y organise des activités éducatives (cours d’anglais, alphabétisation, formation professionnelle), sportives et récréatives, encadrées par des professionnels, dont des psychologues. Ces actions visent particulièrement les enfants anciens captifs, afin de favoriser leur reconstruction et leur réintégration sociale.
Yahad – In Unum s’appuie en Irak sur la même approche interdisciplinaire que dans ses recherches en Europe de l’Est : association de l’enquête de terrain, de la mémoire des survivants et de la collecte de preuves matérielles, afin de lutter contre l’impunité et de préserver la mémoire des victimes.

### Musée de l’Holocauste au Guatemala
Inauguré en 2016 sous l’impulsion de Yahad - In Unum, le Musée de l'Holocauste du Guatemala est le seul musée consacré à la Shoah en Amérique centrale. Il a pour mission de préserver la mémoire et d’éduquer sur les persécutions nazies, notamment contre les Juifs et les Roms.
Le musée propose des expositions et programmes pédagogiques, dont une première exposition en 2016 sur la Shoah par balles, présentée par Yahad - In Unum.

### Crimes de guerre lors de l'invasion russe de l'Ukraine en 2022
Depuis mars 2022, Yahad - In Unum enregistre des preuves issues d'interviews, photographies et de vidéos de crimes de guerre et de crimes contre l'humanité russes systématiques à travers l'Ukraine. Ils ont documentés des preuves de bombardements de bâtiments résidentiels ou civils, de meurtres, de violences et de tortures envers des civils ukrainiens et de déportations forcées de civils vers la Russie par des soldats russes.
À ce jour, Yahad – In Unum a recueilli les témoignages de 105 personnes victimes ou témoins de bombardements et d’attentats, 99 de meurtres et violences, 88 de tortures et prises d’otages, 20 de pillages et vols, 13 d’expulsions et de filtrages forcés, ainsi que 9 de violences sexuelles.
L’association poursuit ses enquêtes afin de documenter ces crimes et préserver la mémoire des victimes. Elle a notamment publié un rapport consacré aux pratiques de torture du FSB à l’encontre de civils ukrainiens, basé sur des dizaines de témoignages recueillis sur le terrain.

### Médiagraphie

#### Documentaire
- France 3, Shoah par balles : l'Histoire oubliée, Pièces à conviction, 12 mars 2008.